# 斯滕福德
斯滕福德（法語：Steenvoorde，發音：[stɛ̃vɔʁd]），法国北部城市，上法兰西大区北部省的一个市镇，隶属于敦刻尔克区，其市镇面积为29.82平方公里，2022年1月1日时人口数量为4,308人，在法国市镇中排名第2,608位（2022年）。
斯滕福德位于北部省北部，法国法兰德斯及豪特兰地区腹地，其东侧与比利时接壤，是一个区域性的中心城市，多条公路在此交汇。

## 地名来源
根据当地官方网站的论述，“Steenvoorde”一名出自弗拉芒语单词“steen”和“voorde”，分别意为“石头”和“浅滩”。
斯滕福德所处区域历史上曾通行弗拉芒语，“Steenvoorde”对应的弗拉芒语拼写形式与之相同，该地政府于2015年签署《Oui au flamand, Ja Om't Vlamsch》宪章以支持当地的双语文化发展。

## 历史

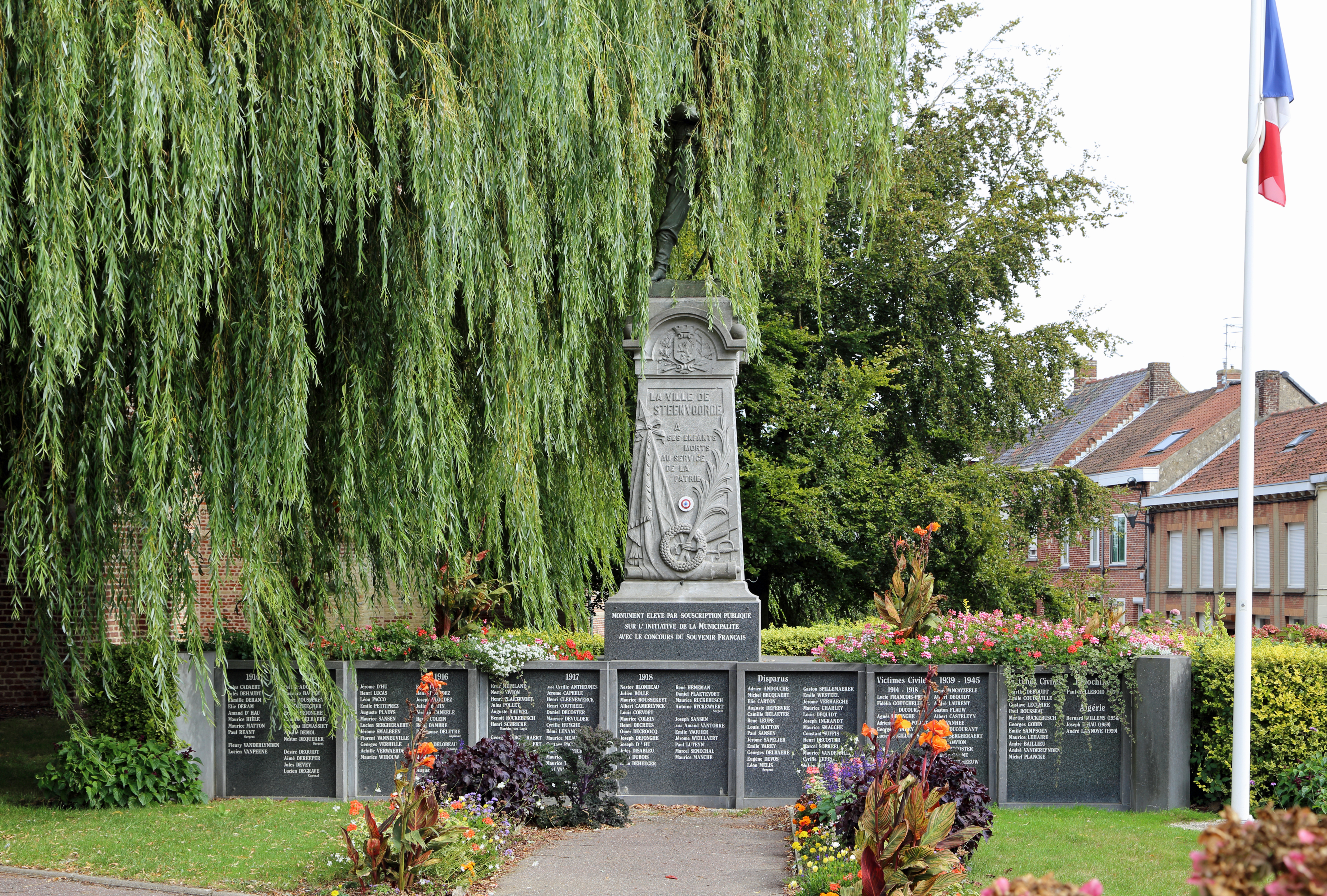
烈士纪念碑

斯滕福德的早期历史尚不清楚。根据当地官方网站的论述，斯滕福德最初于公元1093年被提及。十六至十八世纪间，斯滕福德境内相继修建了两处磨坊。法国大革命后，斯滕福德成为北部省的一个市镇，并自1793年起成为该省的一个县治。瓦图（Wattou）于1790至1794年间整体并入斯滕福德。一条连接斯滕福德的地方铁路于1894年建成通车，后于1954年废弃。2014年，斯滕福德县被撤销。

## 地理

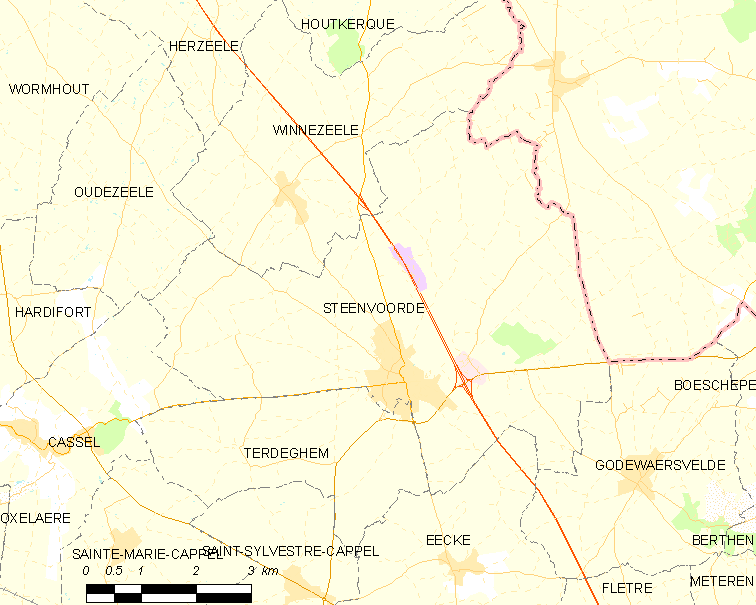
斯滕福德市镇范围地图

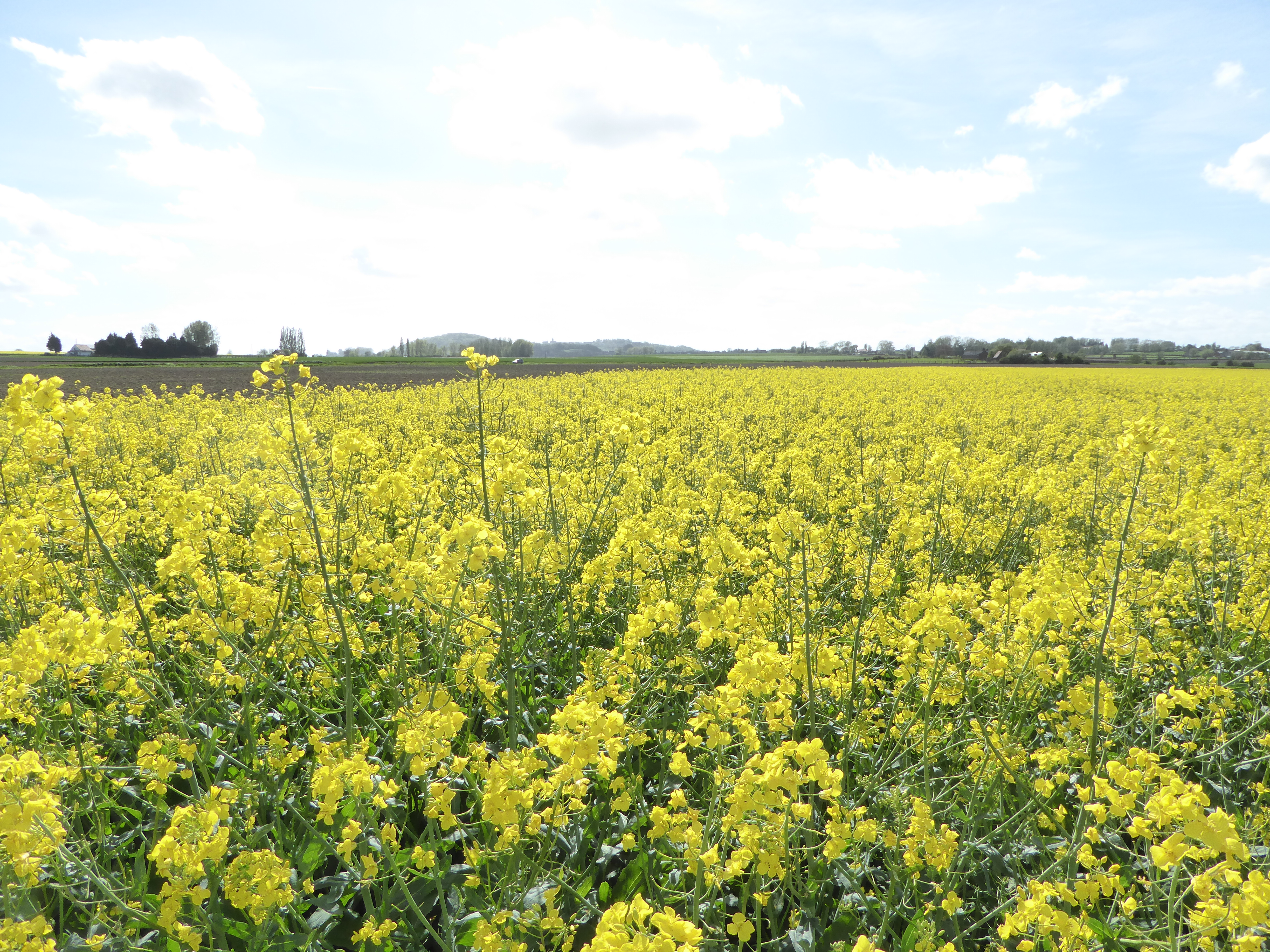
斯滕福德附近的春季田园景观

斯滕福德位于法国北部，上法兰西大区北部和北部省北部，距离省会里尔大约44公里。与斯滕福德接壤的法国市镇包括：卡塞勒、埃克、戈德瓦尔斯费尔德、乌德泽勒、维讷泽勒和泰尔德盖姆。

### 地形
斯滕福德位于豪特兰地区腹地，境内以平原为主，市镇中心地势较为平坦，北侧为较为低矮的佛兰德山脉，全境海拔在8到67米之间。

### 水文
斯滕福德位于艾泽尔河流域范围内，Ey Becque自南向北流经镇中心，其右岸支流Rommel Becque在此与其交汇。

### 植被
斯滕福德属于温带阔叶混交林区，林地多分布于河流水域附近，市镇范围东部为博沃尔德树林（Bois de Beauvoorde）。
在鲜花城市的评比中，斯滕福德被评为3星级鲜花城市。

### 自然灾害
斯滕福德的地震危险度等级为2级，属于极低危险；氡辐射等级为1级，属于低危险。1982至2025年5月间，斯滕福德境内共发生26次有记录的自然灾害，其中14次洪涝，10次干旱。

### 气候
斯滕福德在柯本气候分类法中属于温带海洋性气候（Cfb）。

## 行政区划
斯滕福德的市镇编号为59580，邮政编号为59114。
在行政管理方面，斯滕福德隶属于法国上法兰西大区北部省敦刻尔克区；在地方选举方面，斯滕福德隶属于沃尔穆特县，其市镇范围全境被划入北部省第十五选区；在社会管理方面，斯滕福德是佛兰德之心城市圈公共社区的组成部分。
截至2025年6月，斯滕福德市镇范围内暂无任何安全优先街区及城市政策优先街区。
法国国家统计与经济研究所（简称“INSEE”）在进行数据统计时，将斯滕福德市镇单独设为斯滕福德城市核心区（Unité urbaine de Steenvoorde）及斯滕福德城市辐射区。此外，INSEE还将斯滕福德市镇整体看作一个“块区”（IRIS），以便于统计人口分布情况。

## 交通

### 公路
A25高速公路经过斯滕福德并设有13号出入口连接市区，此外北部省省道D18线、D37线、D168线、D947线和D948线在斯滕福德境内交汇。上法兰西大区下属的北部省城际客运一区（Arc-en-Ciel 1）901线、907线、909线和926线经停斯滕福德，可通往敦刻尔克、卡塞勒、阿兹布鲁克、阿尔芒蒂耶尔等地。
2021年，79.8%的斯滕福德家庭拥有至少一辆私人汽车。2023年，斯滕福德境内共发生各类交通事故4起，造成6人受伤，其中4人重伤。
| 13 | 1.5 |

| 里尔 | 47 |

| 阿兹布鲁克 | 11 |

| 卡塞勒 | 7 |

### 铁路

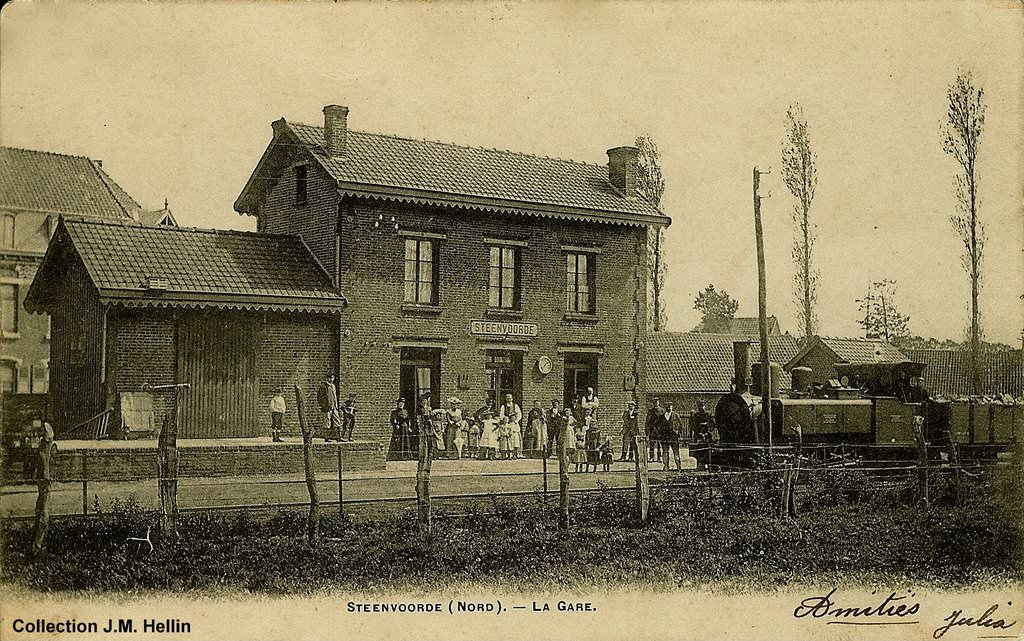
二十世纪初的斯滕福德站

距离斯滕福德最近的运营中的客运铁路车站为10公里外的卡塞勒站，该站位于巴万科沃境内，停靠往返于里尔和敦刻尔克一线的区域列车，部分班次可通往阿拉斯。

### 航空
斯滕福德距离里尔机场的高速公路里程大约51公里。

### 城市公共交通
截至2025年6月，斯滕福德暂无城市公共交通系统。

## 政治

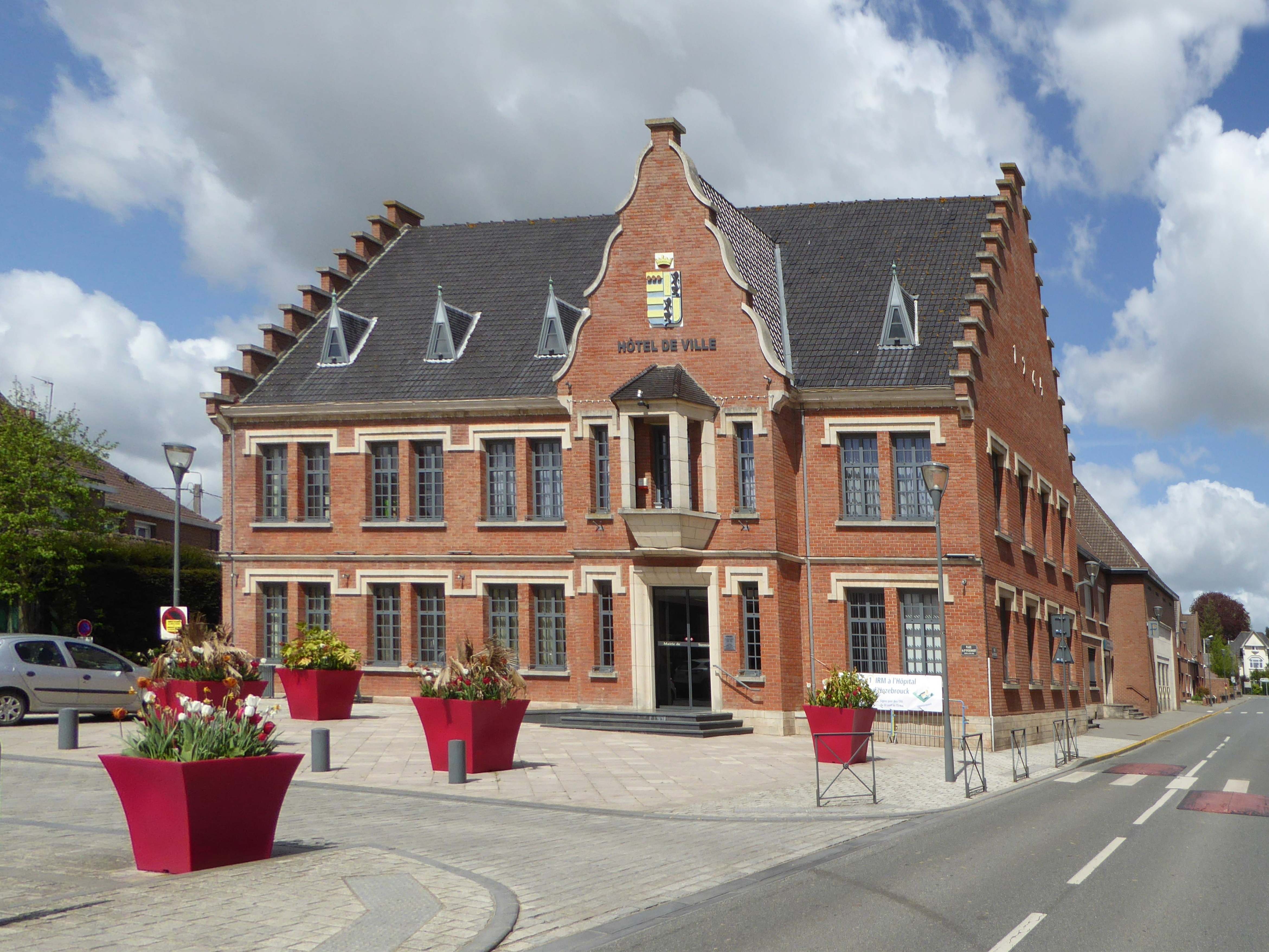
斯滕福德市政厅

斯滕福德的现任市长为伊夫·德布鲁因先生（Yves DEBRUYNE），他的党籍不详，自2025年3月起担任市长职务；其前任为让-皮埃尔·巴塔耶先生，他是共和党的一名成员，在2020年的市政选举中获得了62%的支持率，他因当选议员而于2025年3月辞去市长职务。
在2022年的法国总统大选的第二轮选举中，法国第25任总统埃马纽埃尔·马克龙在斯滕福德获得了52.42%的支持率。

## 人口
2022年，斯滕福德市镇人口数量为4,308，在法国排名第2,608位。其中男性2,165人，女性2,159人，75岁及以上人口占9.2%，外籍人口数量为63人，人口密度为144人/平方公里，当地居民被称为（男性）或（女性）。2015至2021年间，斯滕福德的人口增长率为0.3%。2022年，斯滕福德境内出生46人，死亡人口63人。
| 斯滕福德1901年－2022年人口变化情况 |
|                                    |
| 数据来源：Cassini、INSEE           |

## 经济

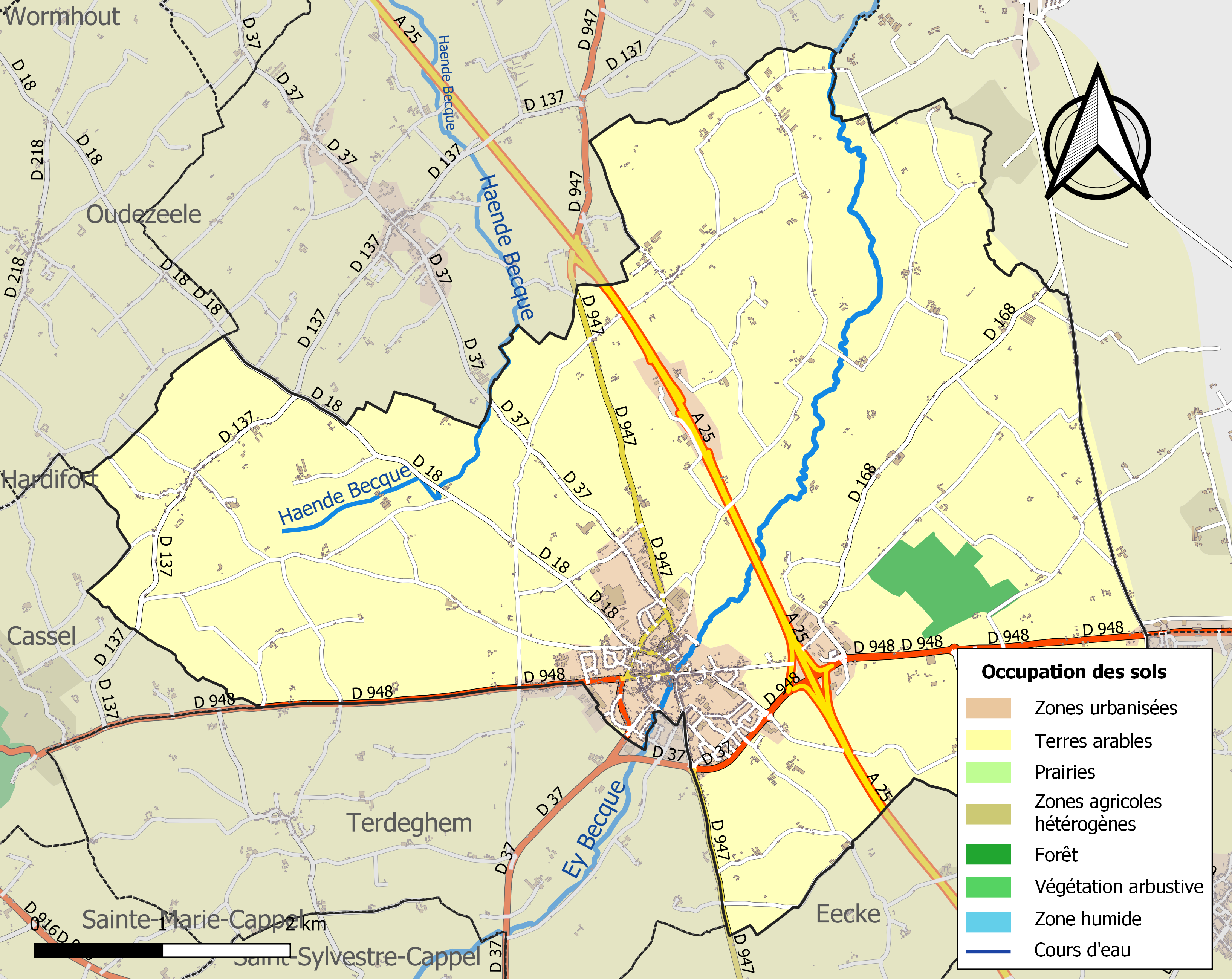
斯滕福德土地利用情况地图

斯滕福德是一个区域性的中心城市。INSEE于2020年斯滕福德将划入敦刻尔克就业区（Zone d'emploi de Dunkerque），并又于2022年将其划入斯滕福德生活区（Bassin de vie de Steenvoorde）。截至2023年底，斯滕福德市镇范围内共有活跃企业162家，其中22.8%的员工总数在9人及以下；按照产业分类，当地一、二、三产业占比分别为9.9%、21.6%和68.5%；（农副产品批发）、（地面工程）及（隔热工程）是当地2022年已公布营业额最高的三个企业，分别为33,988,912欧元、23,019,558欧元和16,239,520欧元。

## 财政与居民收入
2023年，斯滕福德的财政收入总额为4,822,080欧元，财政支出总额为4,364,880欧元，当年的债务总额为546,260欧元。 2023年，斯滕福德市镇通过增值税获得85,680欧元的收入，此外当地还共获得了86,890欧元的国家直接财政补助。
| 斯滕福德居民收入情况                             | 斯滕福德居民收入情况 | 斯滕福德居民收入情况 | 斯滕福德居民收入情况 |
| 内容                                             | 斯滕福德             | 北部省               | 法國                 |
| ------------------------------------------------ | -------------------- | -------------------- | -------------------- |
| 居民平均时薪                                     | 15.7欧元（2022年）   | 15.9欧元（2022年）   | 17欧元（2022年）     |
| 高级职员人均时薪                                 | 26.1欧元（2022年）   | 26.1欧元（2022年）   | 29.1欧元（2022年）   |
| 中级职员人均时薪                                 | 16.7欧元（2022年）   | 16欧元（2022年）     | 16.6欧元（2022年）   |
| 普通职员人均时薪                                 | 11.8欧元（2022年）   | 11.7欧元（2022年）   | 12.1欧元（2022年）   |
| 工人人均时薪                                     | 13.1欧元（2022年）   | 12.2欧元（2022年）   | 12.5欧元（2022年）   |
| 贫困率                                           | 11%（2021年）        | 19.5%（2021年）      | 14.5%（2021年）      |
| 青壮年（15至64岁）失业率                         | 8.2%（2021年）       | 15.5%（2021年）      | 10.4%（2021年）      |
| 家庭总数                                         | 1,818（2022年）      | 1,650（2022年）      | 1,160（2022年）      |
| 征税家庭数量占比                                 | 41.6%（2023年）      | 47.7%（2022年）      | 44.8%（2022年）      |
| 家庭年均纳税                                     | 2,895欧元（2023年）  | 3,156欧元（2022年）  | 4,481欧元（2022年）  |
| 资料来源：INSEE、L'Internaute、Le Journal du Net |                      |                      |                      |

## 社会事务

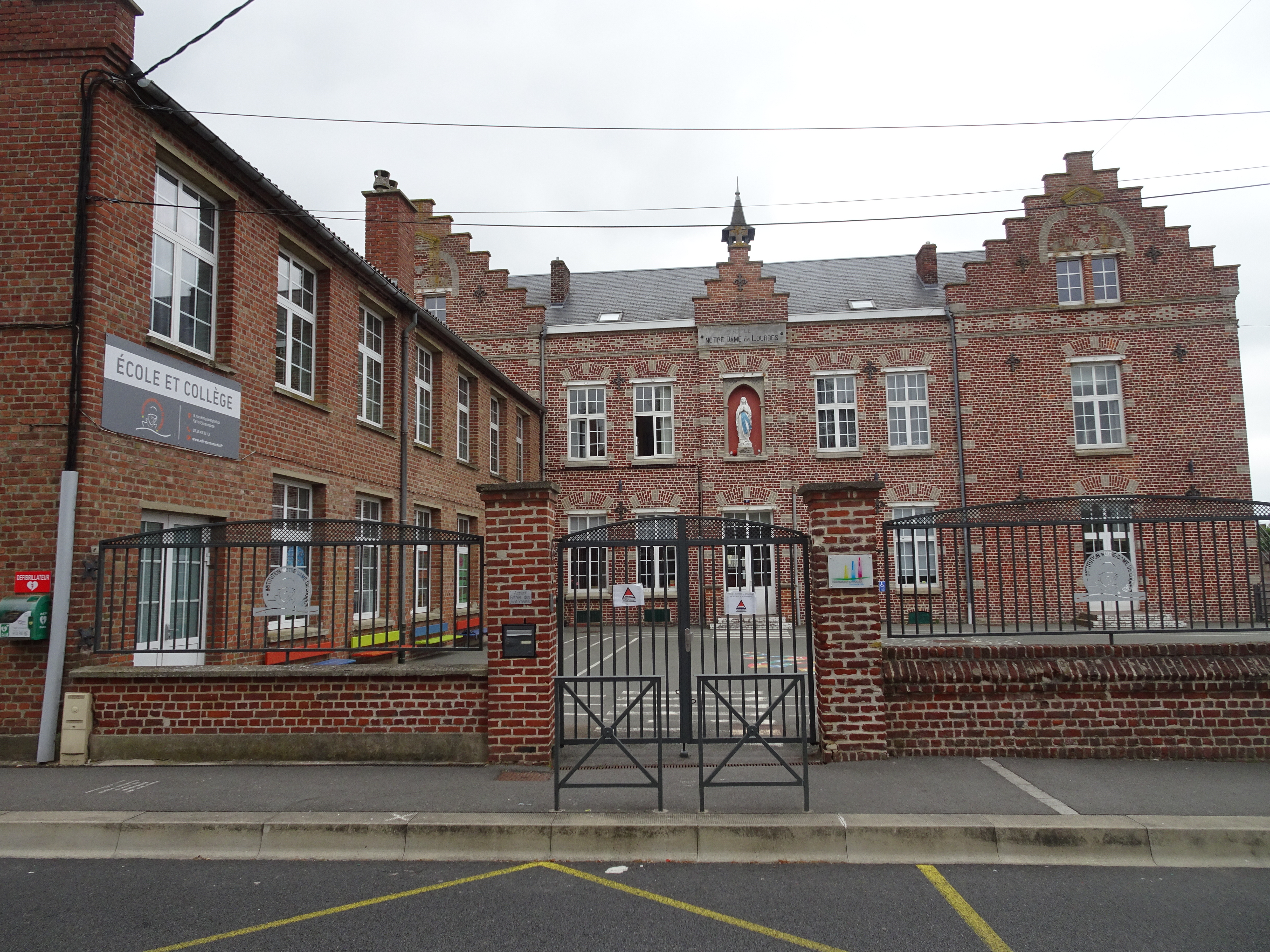
斯滕福德的一所学校

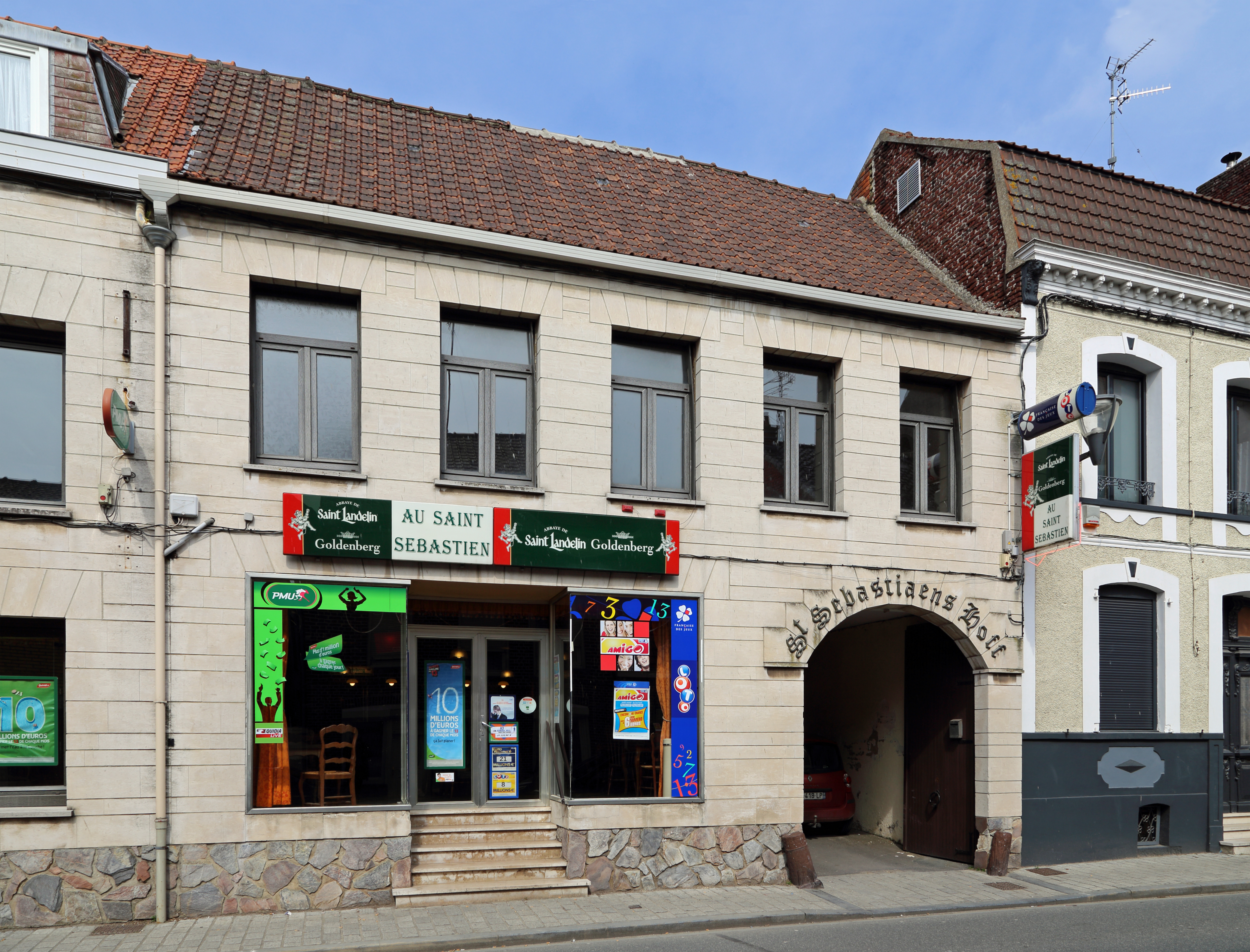
烟酒店

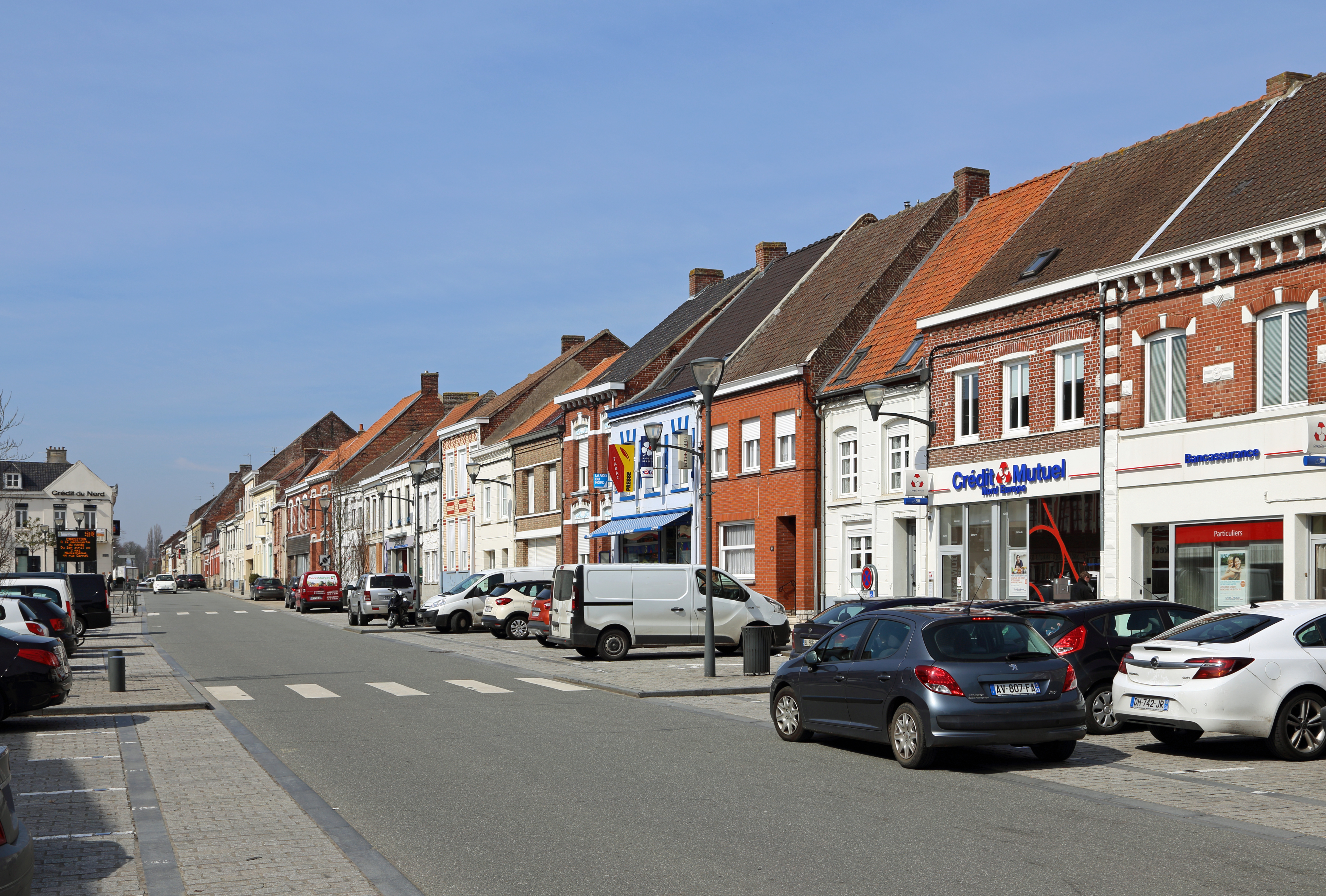
卡塞勒街

### 教育
斯滕福德属于里尔学区。截至2023年1月1日，斯滕福德境内共有1所幼儿园、2所小学和2所初级中学。2022至2023学年度，斯滕福德境内共有在校中等教育阶段学生654名。

### 医疗
截至2023年1月1日，斯滕福德境内共有全科医生7名、保健师7名、牙医4名、护士8名、助产士2名、药房2家、养老院1家。
距离斯滕福德最近的区域性医疗机构为阿兹布鲁克中心医院（Centre Hospitalier d'Hazebrouck），其主病区医院位于阿兹布鲁克，距离斯滕福德市区的正常车程大约11分钟，该院设有床位284个。

### 住房
2021年，斯滕福德境内共有各类住房2,048套，其中86.2%为独立式住宅，11.9%为集中式住宅。常住房屋占斯滕福德市镇范围内居民建筑总量的90.3%。2023年，斯滕福德的居住税率为12.89%，不动产税率为31.94%（其中空置土地的不动产税率为43.96%）。
在住房保障政策方面，2023年，斯滕福德境内共有695户家庭获得了家庭津贴补助，受益人数占总人口数量的16.1%，其中220份为房租补助。

### 商业
2021年，斯滕福德境内共有各类实体商铺91家，其中餐厅6家、大型超市1家、面包房4家、肉铺2家、书店1家、银行门店7家、美容美发店7家、汽车维修店7家。斯滕福德镇中心南侧建有家乐福、Aldi、Mr Bricomarché等购物超市，市区西南部还有一家Super U商场。

### 体育
2023年，斯滕福德境内共有2间体育馆、1座综合体育场、1处网球场、2处马术场、2处足球或橄榄球场以及1处篮球或排球场。
截至2025年6月，斯滕福德体育协会（Association Sportive de Steenvoorde，编号515473）是斯滕福德境内唯一的一家注册足球俱乐部，该俱乐部成立于1941年，其主队2024至2025赛季参加上法兰西大区足球联赛甲组（法国第六级别），其主场为市政球场（Stade Municipal）。

### 环境
斯滕福德的环境事务由其所属的佛兰德之心城市圈公共社区联合各级政府协调负责。2021年，斯滕福德境内共有2家污染企业。

### 治安
2021年，斯滕福德市镇范围内共有1处宪兵队。
2024年，斯滕福德市镇范围内累计记录各类案件134起，其中盗窃类案件41起，人身侵犯类案件37起，毒品交易类案件11起。

## 文化
2021年，斯滕福德境内暂无任何文化设施。斯滕福德境内建有多媒体中心（Médiathèque），每周二至六向公众开放。

### 建筑
截至2025年6月，斯滕福德境内共有4处建筑被列入法国国家文物保护单位，包括斯滕福德土岗（Motte féodale）、Drievenmeulen等。2014年，一位比利时农民将土岗误认为普通土堆而对其进行开采，使得土岗遭到破坏。此外斯滕福德镇中心的圣伯多禄教堂是当地的一处地标性建筑物。

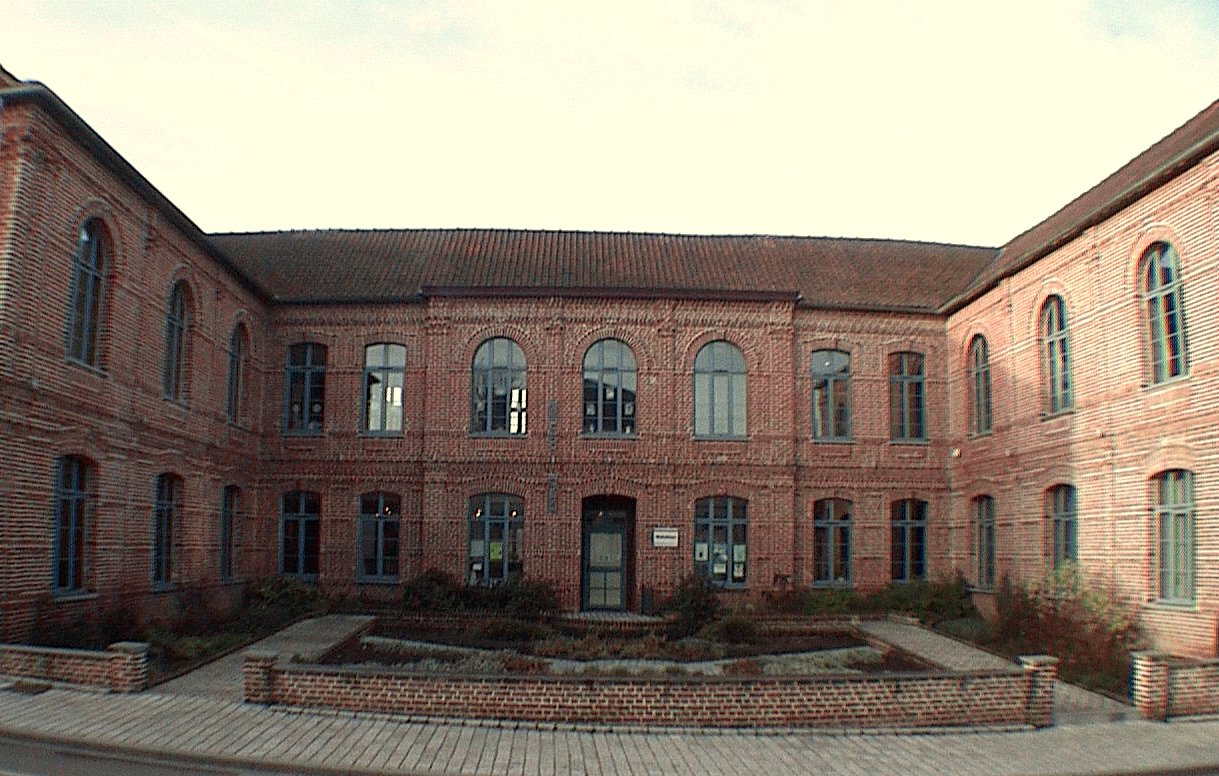
让-保罗·巴塔耶文化中心
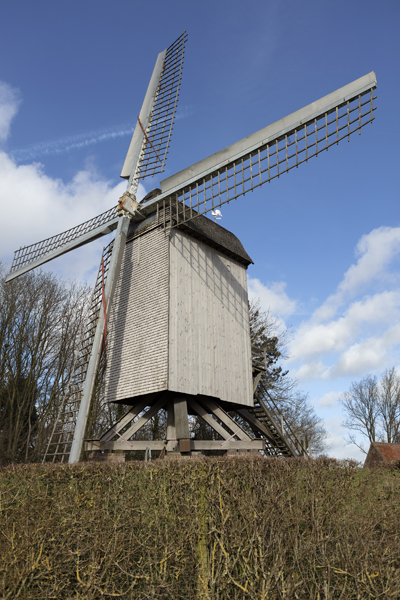
南磨坊 Drievenmeulen
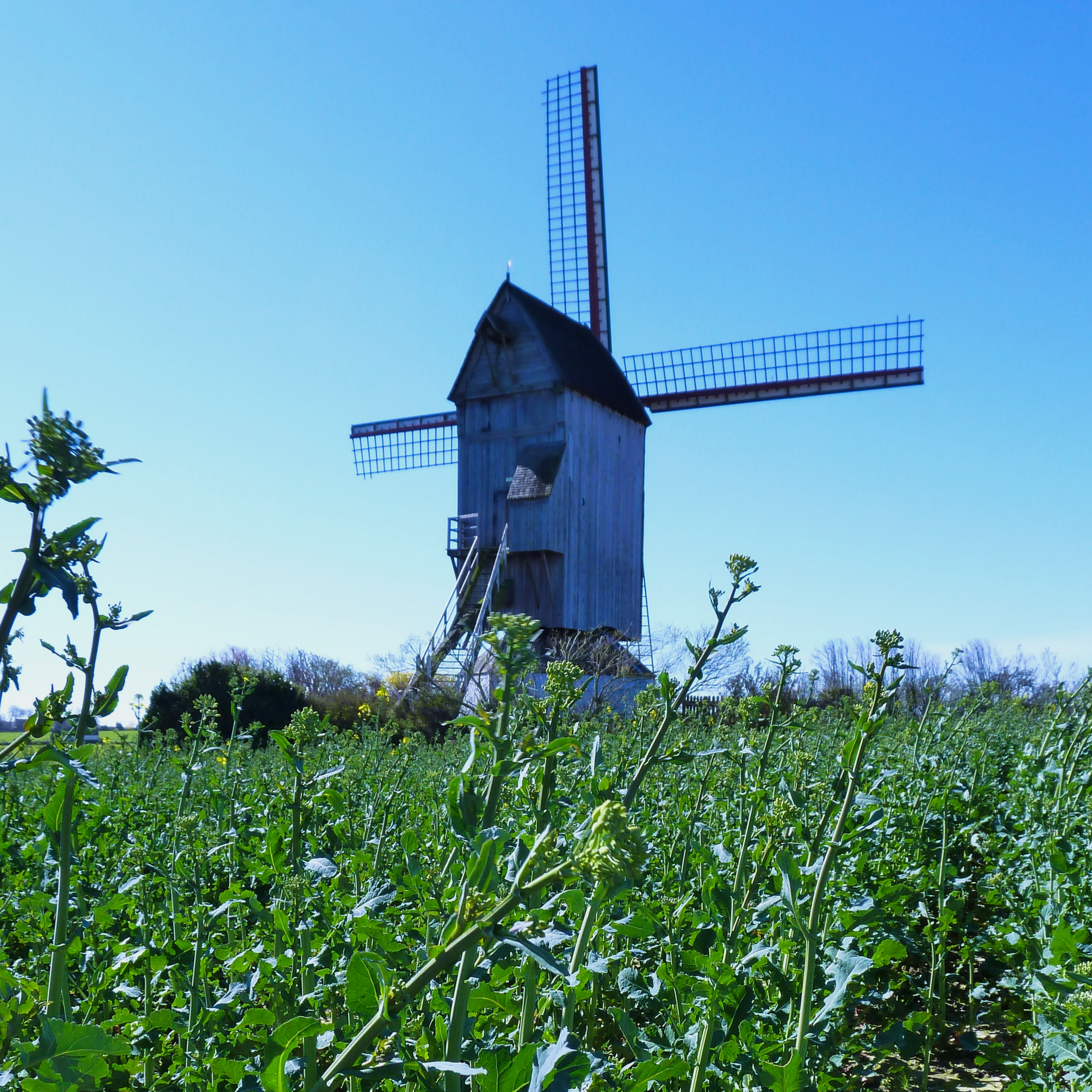
北磨坊 Noordmeulen
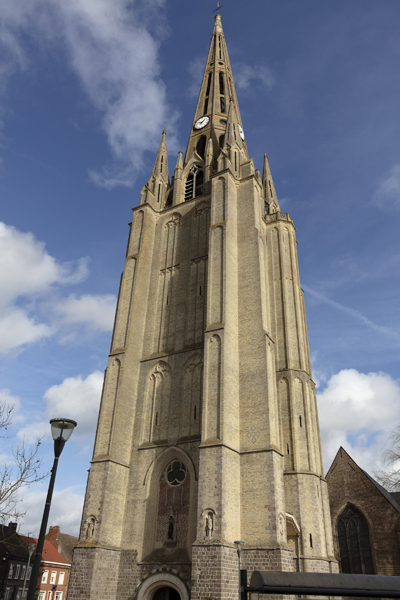
圣伯多禄教堂塔楼
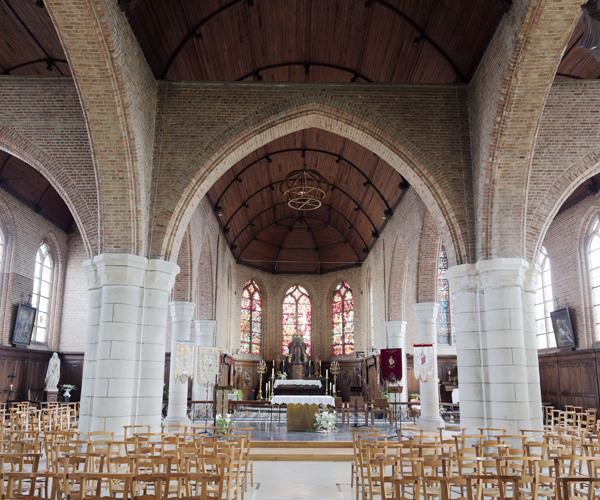
教堂大厅
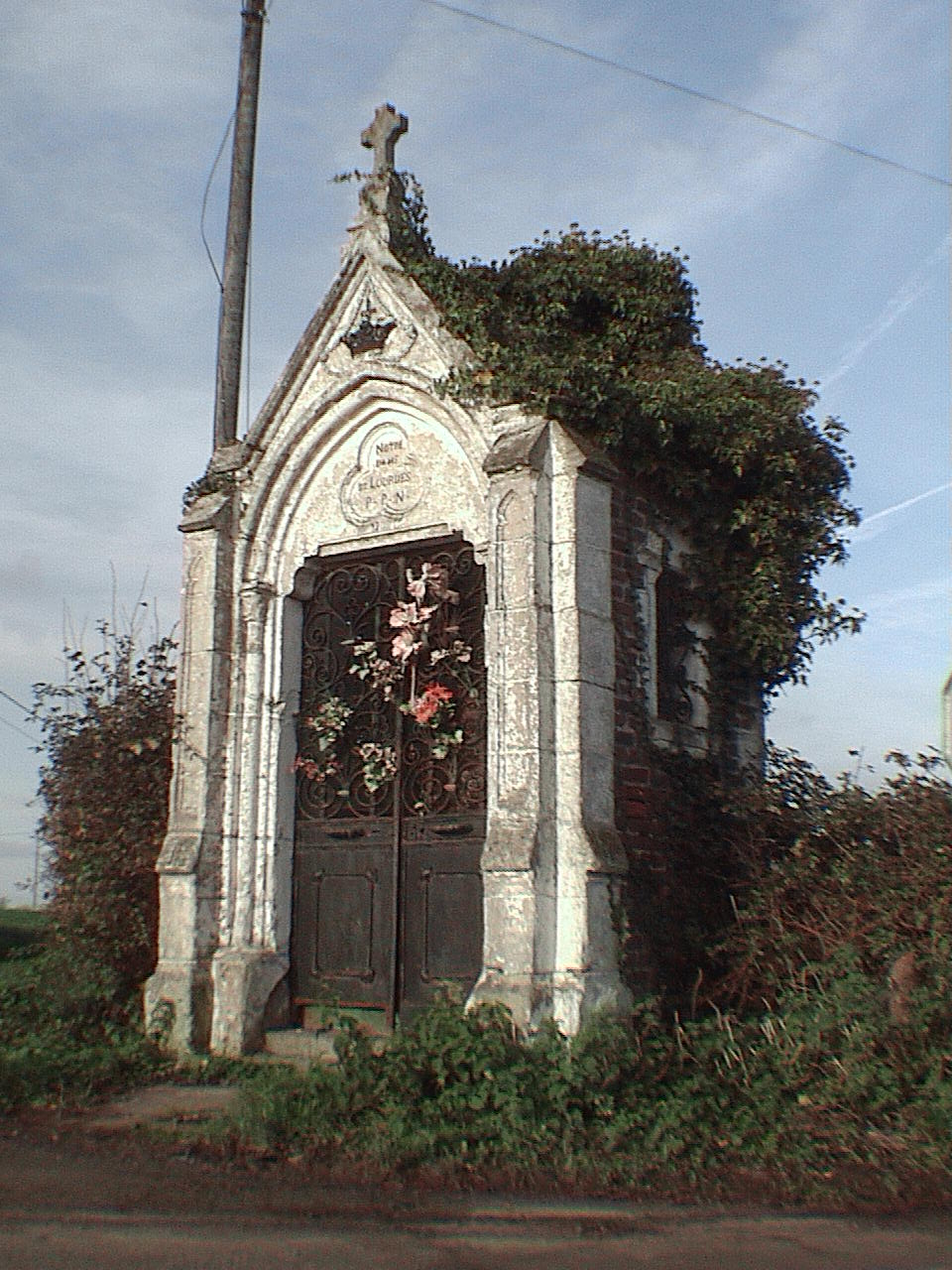
圣母小教堂
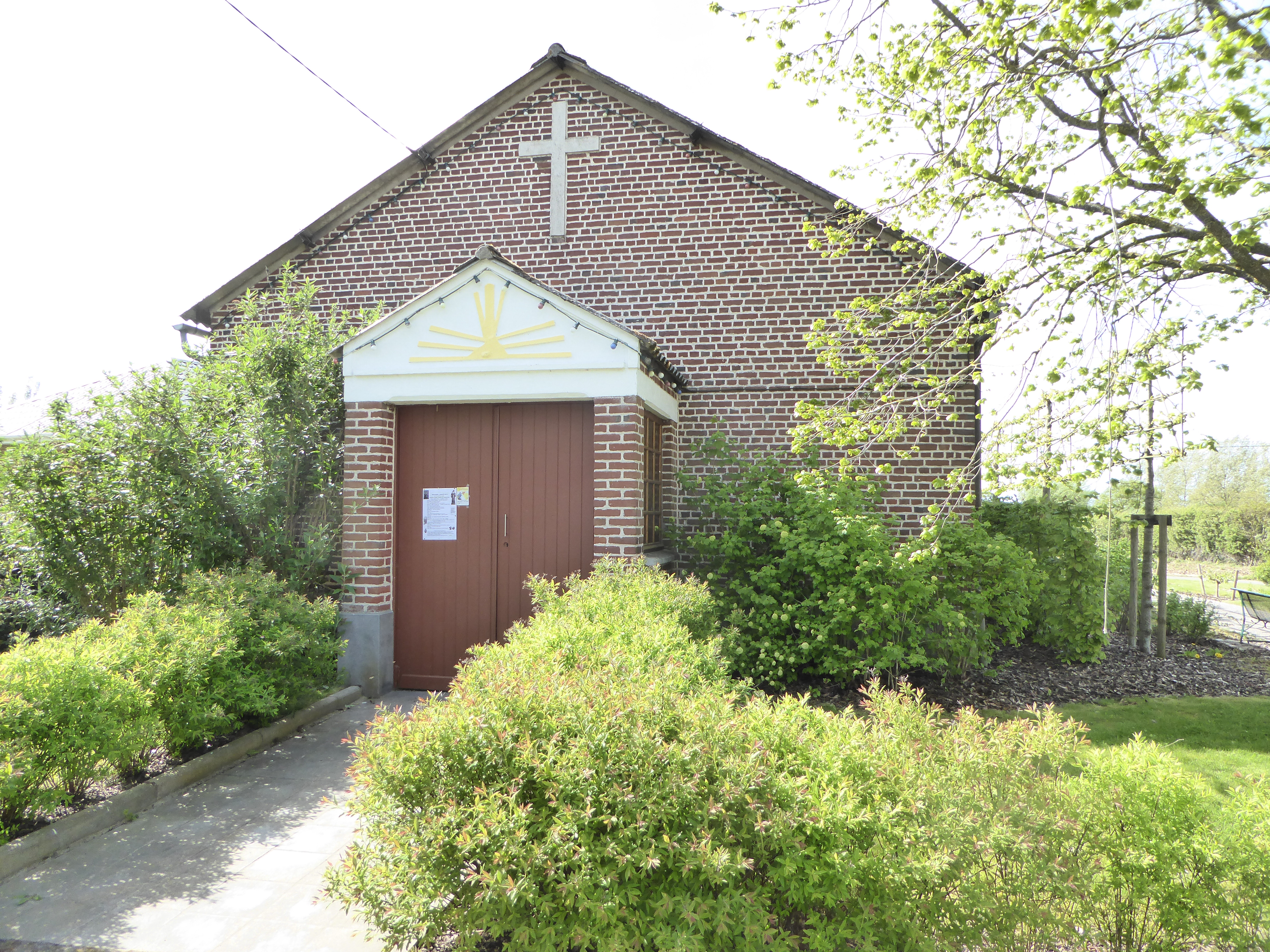
圣里塔小教堂
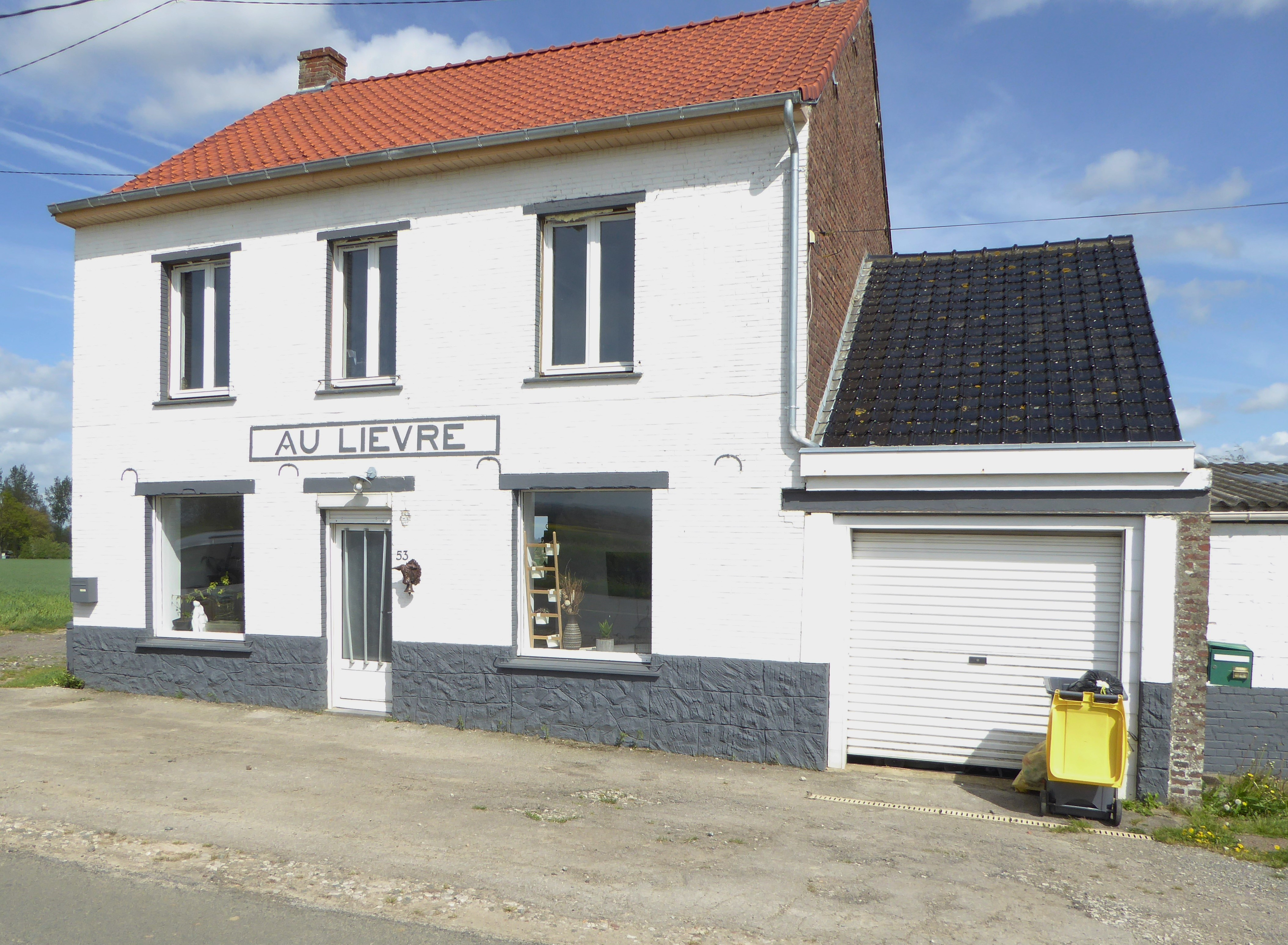
一处民居

### 旅游
斯滕福德的旅游事务由其所属的佛兰德之心城市圈公共社区联合各级政府协调负责。2024年，斯滕福德境内有1个露营地，可容纳共130辆露营车。

### 媒体
法国主要的媒体均可在斯滕福德接收，法国电视三台下属的上法兰西大区频道在部分时段播出斯滕福德所在北部省的地方新闻。《北部之声》、Ici北部、Wéo北部-加来海峡等是当地主要的地方性媒体。

## 友好城市
截至2025年6月，斯滕福德共与一座城市建立了友好城市关系：
- 波蘭 兹邦申